# Spira (album)
| Recensione | Giudizio |
| ---------- | -------- |
| Ondarock   | 8/10     |
| Rockol     | 8/10     |

Spira è l'album di debutto della cantautrice italiana Daniela Pes, pubblicato il 14 aprile 2023.

## Descrizione
Il disco è uscito il 14 aprile 2023 per Tanca Records e si è aggiudicato il Premio Tenco come migliore opera prima del 2023.
La produzione è a cura di Iosonouncane.

## Tracce
Testi e musiche di Daniela Pes, eccetto dove indicato.
1. Ca Mira – 4:53
2. Illa sera – 4:03
3. Carme – 5:14
4. Ora – 3:35 (musica: Iosonouncane)
5. Làira – 4:57
6. Arca – 5:24 (musica: Daniela Pes, Iosonouncane)
7. A te sola – 10:18

## Formazione
- Daniela Pes - voce, chitarra, sintetizzatore e campionatore
- Iosonouncane - chitarra, basso
- Federico Pazzona - basso (voce)
- Mariagiulia Degli Amori - percussioni
- Sandro Fresi - ghironda
- Luca Vargiu - chitarra

## Altri crediti
- Bruno Germano (Vacuum Studio, Bologna) - produzione e missaggio
- Carl Staff (Safff Mastering Studio, Chicago) - mastering
- Carlo Schramm - assistente di studio
- Piera Masala - fotografia
- Riccardo Mura - trascrizioni fonetiche
- Vieri Cervelli Montel - progetto grafico
- Iosonouncane (Tanca Studio, Bologna) - registrazione sintetizzatori, elettronica e voce in Ora